# 李載義
李 載義（り さいぎ、788年 - 837年）は、唐代の軍人。もとの名は再義。字は方谷。

## 経歴
恒山愍王李承乾の末裔にあたる。代々武力の家として知られ、父は薊州刺史をつとめていた。再義は幼くして父を失い、郷里の豪傑と遊歴した。勇気と力量にすぐれ、相撲を得意とした。劉済が盧龍軍節度使となると、再義はその雄偉を見込まれて、軍の側近に任用され、征伐に従軍した。功により牙内都知兵馬使をつとめ、検校光禄大夫となり、監察御史を兼ねた。宝暦2年（826年）、盧龍軍で兵乱が起こって節度使の朱克融が殺害されると、その子の朱延嗣が節度使の位を嗣ごうとしたが、朝廷の命に従わず、部下を残酷に扱った。そこで再義と弟の李再寧は朱延嗣を殺害し、その罪を列挙して奏聞した。敬宗により検校戸部尚書に任じられ、御史大夫を兼ね、武威郡王に封じられ、幽州盧龍軍節度副大使・知節度事をつとめ、載義の名を賜った。
横海軍節度使の李全略が死去し、その子の李同捷が節度使の位を嗣ごうとすると、載義は上表して、李同捷を討ちたいと志願した。検校尚書右僕射を加えられた。李同捷の軍を連破し、功により司空を加えられた。大和3年（829年）、李同捷の乱が平定されると、載義は勲功により同中書門下平章事を加えられた。大和4年（830年）、契丹が東北辺境を侵犯すると、載義は盧龍軍を率いてこれを撃退し、契丹の名王を捕らえ、太保を加えられた。
大和5年（831年）春、部下の楊志誠に幽州から追放され、長安に入朝した。この年、山南西道節度観察等使に転じ、興元尹を兼ねた。大和7年（833年）、北都留守に転じ、太原尹を兼ね、河東節度観察処置等使をつとめた。ほどなく開府儀同三司の位を加えられた。母が死去したため、載義は喪に服し、喪が明けると、河東節度使のまま驃騎大将軍として復帰した。
大和9年（835年）、侍中を加えられた。開成2年（837年）、死去した。享年は50。太尉の位を追贈された。

## 家族
- 曾祖父：李凝（検校太子賓客）
- 祖父：李庭弼（澶州刺史）
- 父：李休祥（薊州刺史）
- 弟：李載寧（もとの名は再寧）
- 子：李正源（右羽林軍将軍）
- 子：李弘源（太子左諭徳）

## 伝記資料
- 『旧唐書』巻180 列伝第130
- 『新唐書』巻212 列伝第137